# Dionys Schönecker
Dionys Schönecker (Vienna, 29 aprile 1888 – Vienna, 24 settembre 1938) è stato un allenatore di calcio e calciatore austriaco, di ruolo attaccante.
È stato primo allenatore del Rapid Vienna.
Nei suoi 32 anni al club, dei quali 4 come giocatore, 16 come allenatore e 12 come direttore sportivo, ha conquistato complessivamente 22 titoli: 18 campionati, 3 coppe e una Coppa Mitropa. È stato il primo allenatore a concludere imbattuto un campionato austriaco, nella stagione 1912-1913.

## Biografia
Nato in una famiglia operaia, entrò nel mondo del calcio insieme al fratello Eduard. In precedenza aveva lavorato presso una cartiera.

## Carriera

### Calciatore
Schönecker entrò nel club nel 1906, all'età di 18 anni, giocando dapprima nella squadra riserve e poi in prima squadra, come ala destra. A differenza del fratello, che venne anche convocato in Nazionale, Dionys non si impose come calciatore di rilievo. Dopo aver disputato alcune partite nella prima squadra del Rapid, e dopo un breve prestito al Wiener Sport-Club, nel 1910, a 22 anni, divenne il più giovane allenatore nella storia della società. Una simile decisione era stata dettata anche da considerazioni di natura economica, in quanto il Rapid attraversava in quel momento una crisi che lo portò quasi alla sparizione.

### Allenatore

#### Gli anni delle vittorie
Sotto la sua guida il Rapid Vienna vinse il primo campionato austriaco, nella stagione 1911-1912, in modo sorprendente, dato che fino ad allora la squadra non aveva certo brillato quanto a risultati. Una simile trasformazione fu possibile grazie all'intuizione di Schönecker di puntare sulla valorizzazione dei giovani, oltre che grazie all'adozione di un nuovo schema di gioco, il cosiddetto Kombinationsspiel, fatto di passaggi corti e veloci, che sostituì il vetustko Kick and rush (letteralmente: "calcio e corsa"). Nacque così la "scuola viennese", che produsse nei successivi anni alcune delle squadre più vincenti del continente europeo.
Il 28 aprile 1912 venne inaugurato il nuovo stadio del club, il Pfarrwiese, realizzato su disegno di Eduard Schönecker. Il trasferimento nel signorile quartiere di Hütteldorf non fu facile, ma l'allenatore seppe guadagnare al Rapid un crescente seguito tra gli artisti e i professionisti della zona, molti dei quali divennero soci del club. Finiva così l'epoca del Rapid "proletario". Con ciò, non si vuole dire che l'anima "operaia" del club venne meno, anzi: lo stesso Schönecker era solito arringare i propri calciatori, in discorsi tenuti negli spogliatoi o nella vicina birreria, con parole quali "miei signori, noi siamo operai, e come tali dobbiamo lavorare!".
Anche nel 1912-1913 il club si confermò campione d'Austria. Seguirono un secondo e un terzo posto prima di tornare, nel 1915-1916, davanti a tutti e difendere il titolo nella stagione successiva. Dopo un secondo posto nella stagione 1917-1918, nei tre anni seguenti Schönecker condusse il Rapid ad altrettanti titoli nazionali, oltre alla vittoria nelle prime due edizioni della coppa nazionale.
Era finita la prima guerra mondiale e l'Austria, divenuta una repubblica, attraversava un periodo di crisi.

#### Gli anni della crisi

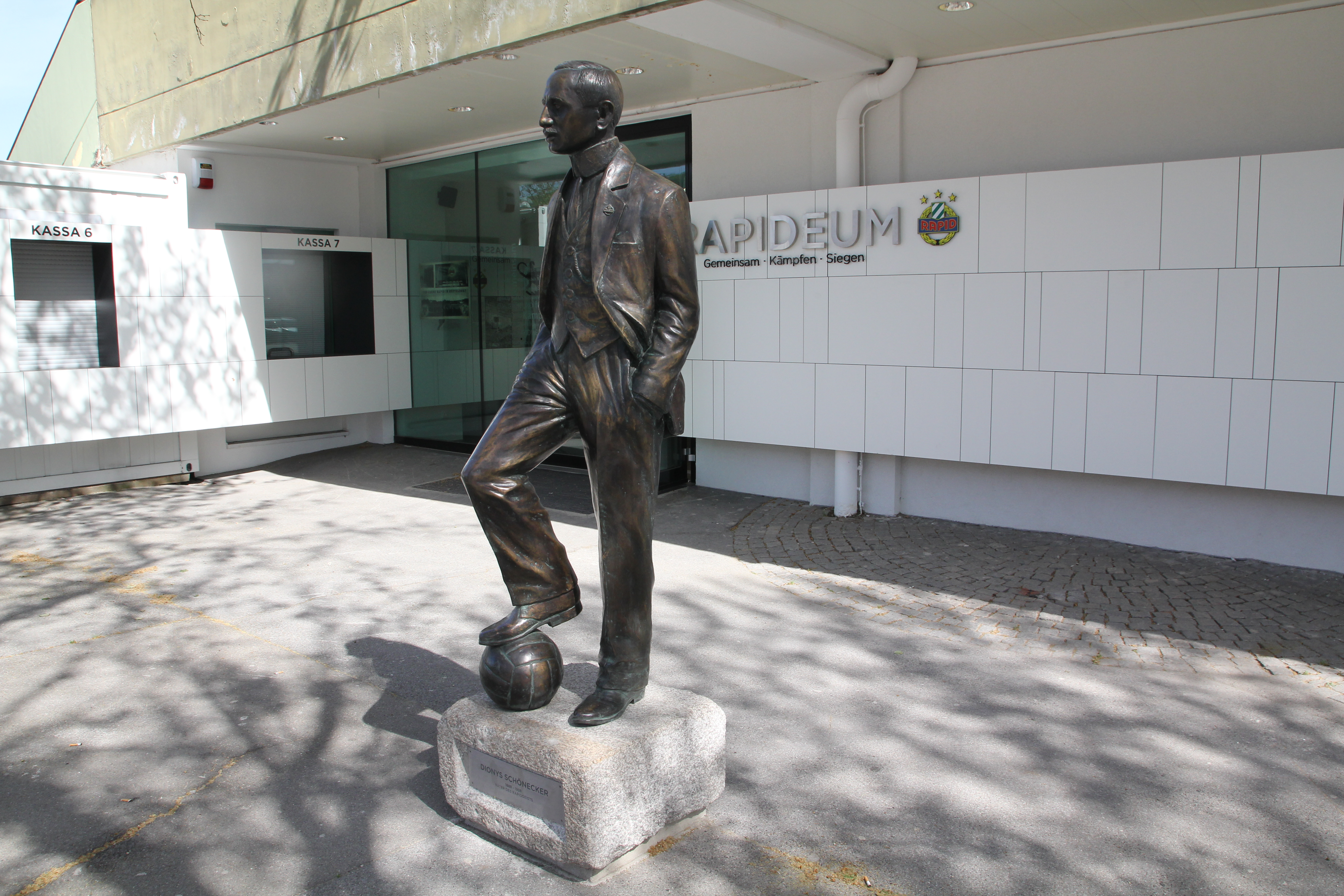
La scultura all'ingresso del Rapideum, il museo del Rapid Vienna

Gli anni venti furono caratterizzati dalla scarsità di risorse finanziarie che pesava sui risultati del club, di nuovo a secco dopo aver vinto il campionato nel 1922-1923. Sia nel 1923-1924 che nel 1924-1925 la squadra terminò al quarto posto, peggio ancora fece nel 1925-1926, quando fu quinta, sin lì il peggior risultato della storia del club.
Nel frattempo, nel 1924, era stato ufficializzato il passaggio al professionismo con la nascita della Wiener Fußball-Verband, che aveva creato il nuovo campionato di I. Liga. I risultati stentavano ad arrivare. Fu lo stesso Schönecker a dare una svolta, rassegnando le dimissioni da allenatore e designando come suo successore un suo ex-giocatore, Edi Bauer. Il suo è ancora oggi il palmarès più ricco tra tutti gli allenatori del club. Rimase comunque sotto contratto come sektionsleiter.

### Schönecker dirigente
Nel suo nuovo ruolo, una sorta di direttore sportivo ante litteram, Schönecker rimase al Rapid fino alla sua morte. Nel 1926-1927 il club vinse la Wiener-Cup, poi nel 1928-1929 e 1929-1930 il campionato tornò nella bacheca del club bianco-verde. Infine, nel 1930, il Rapid conquistò la Coppa Mitropa, prima squadra austriaca a riuscire nell'impresa. Autoritario per natura, poco avvezzo a compromessi anche con i più forti giocatori dell'epoca, si dice che perfino a Josef Bican non facesse mancare disciplina ferrea e duro lavoro.
Per via di alcuni suoi atteggiamenti, così come del fatto che si riferisse spregiativamente all'Austria Vienna come agli "ebrei" (Juden), Schönecker fu talvolta accusato di antisemitismo. Quel che è certo è che, durante il suo periodo da sektionsleiter al Rapid, ebbe eccellenti rapporti di lavoro con il presidente Hans Fischer e con Leo Schidrowitz, entrambi di origini ebree, e che non dimostrò mai di apprezzare la vena antisemita del crescente nazismo. Del resto, un simile modo di esprimersi aveva molto a che vedere con la rivalità calcistica nei confronti dei violette e ben poco a che fare con la politica.
Alla sua morte, nel 1938, Schönecker era già considerato un simbolo vivente del Rapid, così come dello "spirito" (Rapidgeist) della squadra. Proprio nell'ultima stagione (1937-1938) il Rapid aveva conquistato il titolo nazionale, il 12º per Schönecker tra panchina e dirigenza.

### In Nazionale
Dionys Schönecker guidò la Nazionale austriaca insieme al collega Wilhelm Schmieger, in occasione della partita contro l'Ungheria dell'8 novembre 1914 a Vienna, un'amichevole organizzata allo scopo di raccogliere fondi per la Croce rossa. La partita fu vinta dai magiari per 2-1.

## Palmarès

### Allenatore
- Campionato austriaco: 8

Rapid Vienna: 1911-1912, 1912-1913, 1915-1916, 1916-1917, 1918-1919, 1919-1920, 1920-1921, 1922-1923
- Coppa d'Austria: 2

Rapid Vienna: 1918-1919, 1919-1920